# Josef Wiederkehr

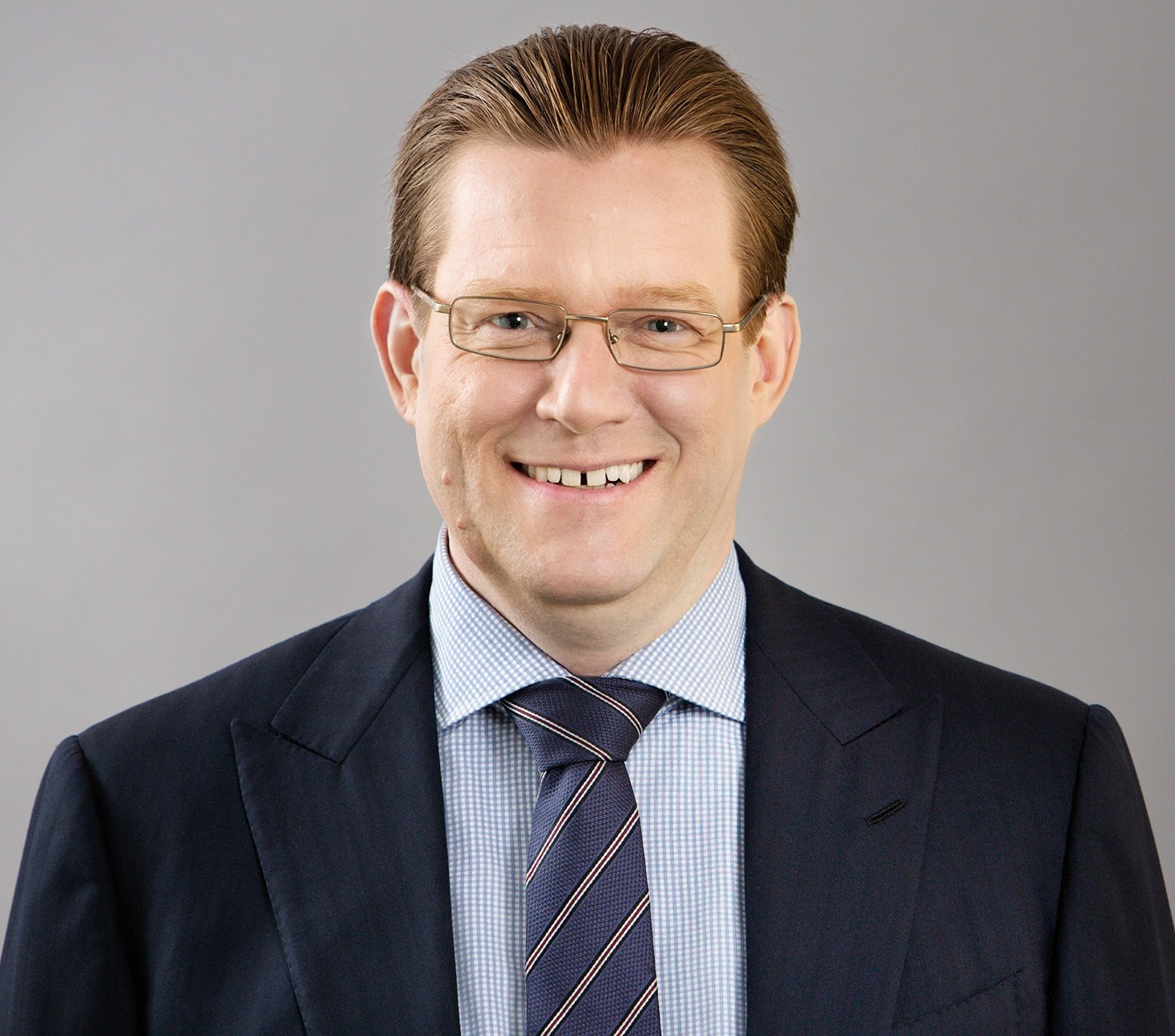
Josef Wiederkehr

Josef „Gius“ Wiederkehr (* 4. Juli 1970 in Dietikon) ist ein Schweizer Unternehmer und Politiker (CVP). 1995 hat er die Junge CVP Limmattal wieder zum Leben erweckt. Von 1999 bis 2012 war Wiederkehr CVP-Gemeinderat in Dietikon. Seit 2005 ist er Mitglied des Zürcher Kantonsrats.

## Leben und Beruf
Wiederkehr besuchte in Dietikon die Primar- und Sekundarschule. Nach einer Lehre zum Maurer holte er die Matura (Typus C) nach und studierte von 1993 bis 1998 Wirtschaftswissenschaften an der Universität Zürich. Im Anschluss promovierte Wiederkehr berufsbegleitend. Die Familie Wiederkehr ist seit vier Generationen in der Bau- und Gerüstbaubranche tätig. Seit 2000 führt Wiederkehr die familieneigenen Unternehmen Bauunternehmung Josef Wiederkehr AG, S + W Bauunternehmung und Bertani Baugerüste AG. Von 2009 bis März 2018 war er Präsident des Schweizerischen Gerüstbau-Unternehmer-Verbandes (SGUV).
Seit April 2015 ist Wiederkehr Präsident des Dietiker Industrie- und Handelsvereins (IHV), seit 2014 Präsident der Baugewerbegruppe des Kantonalen Gewerbeverbands (KGV) und von 2000 bis 2014 präsidierte er die Arbeitsgemeinschaft Wirtschaft und Gesellschaft (AWG) des Kantons Zürich. Daneben engagiert er sich als Mitglied des Ausschusses Vorwärts Limmattal, dem Komitee für regionale Verkehrslösungen, sowie als Co-Präsidiumsmitglied im Komitee „Gateway: so nicht!“. In der Schweizer Armee ist Wiederkehr Oberst.

## Politik
Von 1999 bis 2012 sass Josef Wiederkehr für die CVP im Gemeinderat der Stadt Dietikon. Im Jahr 2005 wurde er in den Zürcher Kantonsrat gewählt. Dort ist er Vizepräsident der Kommission für Planung und Bau, ebenso ist er Mitglied der Interfraktionellen Konferenz (IFK). Des Weiteren ist er Vizepräsident der CVP Kanton Zürich, im Vorstand der CVP Schweiz sowie Ehrenmitglied der CVP Dietikon. Am 18. Oktober 2015 kandidierte er für die Nationalratswahlen. Im Juli 2018 wurde Josef Wiederkehr neuer Präsident der CVP-Kantonsratsfraktion. Politisch steht Wiederkehr für den zuletzt prononcierteren bürgerlichen Kurs der CVP in Zürich.

## Publikationen
- Der Einfluss des Financial Accounting auf die Kapitalkosten einer Unternehmung. Treuhand-Kammer, Zürich 2005, ISBN 3-908159-50-4. (Dissertation)